# Svjatopolk II
Svjatopolk Izjaslavitsj, doopnaam Michaël (Russisch: Святополк Изяславич, (1050 – 16 april 1113) was als Svjatopolk III van 1093 tot 1113 grootvorst van het Kievse Rijk.

## Leven
Svjatopolk was de derde zoon van Izjaslav I van Kiev en Gertrude van Polen (ca. 1025 – 4 januari 1108), dochter van Mieszko II Lambert van Polen en Richeza van Lotharingen.
Als derde zoon was hij geen serieuze kandidaat voor de troon in Kiev maar bekleedde hij bestuursfuncties in het Kievse Rijk namens zijn vader en daarna namens zijn oom Vsevolod. In 1059 werd hij benoemd tot vorst van Polotsk, dat zijn vader had veroverd maar in 1071 weer moest opgeven. In 1078 werd hij vorst van Novgorod tot 1088. In dat jaar werd hij benoemd tot vorst van Toerov. De familie Ostrogski die van Svjatopolk afstamde, zou dit gebied tot in de zeventiende eeuw besturen.
Na de dood van Vsevolod in 1093 werd Svjatopolk erkend als grootvorst. Na de dood van Vsevolod hadden de Koemanen plundertochten gehouden in het Kievse Rijk. Na de benoeming van Svjatopolk wilden de Koemanen over vrede onderhandelen en boden een schadevergoeding aan. Tegen de wensen van de andere vorsten besloot Svjatopolk tot oorlog, maar het Kievse leger werd op 26 mei 1093 verslagen aan de Stoehna, een zijrivier van de Dnjepr. 
Svjatopolk werkte mee aan de politiek van Vladimir Monomach die was gericht op overleg en vrede tussen de prinsen van het Kievse Rijk. Aan de andere kant zette hij juist prinsen aan tot onderlinge oorlog. 

### Huwelijken en kinderen
Svjatopolk was drie maal getrouwd:
1. met een onbekende vrouw, kinderen uit dit huwelijk:
  1. Jaroslav, gesneuveld mei 1123, door de politiek van Vladimir Monomach kreeg Jaroslav niet meer dan bescheiden prinsdommen. Jaroslav trouwde drie maal en kreeg twee zoons en twee dochters.
  2. Zbyslava († ca. 1110), gehuwd met Bolesław III van Polen
  3. Anna († 1036), gehuwd met Sjvatoslav, vorst van Tsjernigov. Ze hadden een dochter die trouwde met Vsevolod van Novgorod.
  4. Predslava, getrouwd met Álmos van Hongarije
2. (1094) een dochter van Tugor, kan van de Koemanen. Gezien de datum zeer waarschijnlijk onderdeel van een vredesregeling met de Koemanen. Uit dit huwelijk zijn geen kinderen bekend.
3. Barbera Komnene, een Byzantijnse vrouw verwant aan de familie Comnenus, kinderen uit dit huwelijk:
  1. Brjatsjeslav, (1104 – 28 augustus 1127)
  2. Izjaslav, († 23 december 1128)
  3. Maria († na 1145), ca. 1118 gehuwd met Peter Vlast († 1153)

Svjatopolk had ook nog een buitenechtelijk kind: Mstislav, vorst van Wolynië, daar gesneuveld op 12 juli 1099.